# Quốc lộ 1 (Ấn Độ)
Quốc lộ 1 (QL1) là một tuyến quốc lộ tại Ấn Độ chạy trong địa phận Jammu và Kashmir với Ladakh. Tuyến này bao gồm Quốc lộ 1A (cũ) và Quốc lộ 1D (cũ). Cái tên Quốc lộ 1 được đánh số dưới hệ thống đánh số mới có nghĩa rằng đây là một tuyến đường quốc lộ Đông - Tây nằm ở cực Bắc của Ấn Độ.

## Tuyến đường
Tuyến Quốc lộ 1 bắt đầu từ Uri đến Baramula, Srinagar, Sonamarg, Zoji La, Dras, Kargil và Leh. Quốc lộ 1 được xây dựng nằm gần với biên giới giữa hai nước Ấn Độ và Pakistan. Tuyến này đi qua nhiều dãy núi cao và đa số là các đoạn đường đèo bám vào sườn núi. Quốc lộ 1 chính là một tuyến đường giao thông huyết mạch của Ladakh. Ngoài tuyến này còn có một tuyến khác thay thế là Cao tốc Leh - Manali đã có trước đó nhưng tuyến này còn phải leo qua nhiều con dốc cao hơn.

## Các nút giao chính

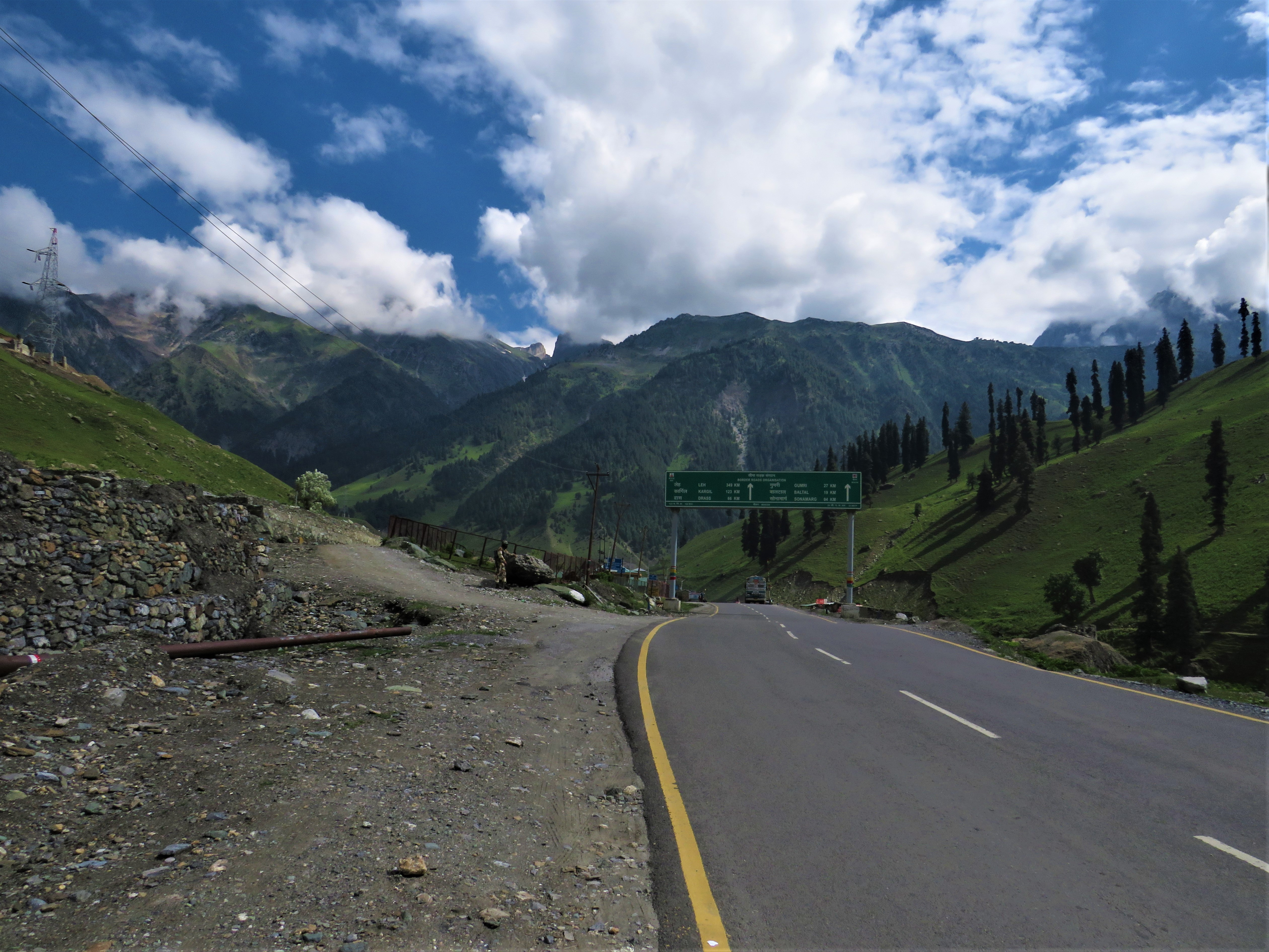
Tuyến Quốc lộ 1 đoạn qua Sonamarg

| Quận, huyện | Địa điểm | Km    | Tuyến        | Ghi chú         |
| ----------- | -------- | ----- | ------------ | --------------- |
| Leh         | Leh      | 0     | Quốc lộ 3    | Đầu phía Đông   |
| Kargil      | Kargil   | 217+4 | Quốc lộ 301  |                 |
| Budgam      | Srinagar | 431+4 | Quốc lộ 444  |                 |
| Srinagar    |          | 445+1 | Quốc lộ 44   | Quốc lộ 1A (cũ) |
| Baramula    | Baramula | 510+3 | Quốc lộ 701A |                 |
| Baramula    | Baramula | 510+6 | Quốc lộ 701  |                 |
| Baramula    |          | 574+1 | Cao tốc S-3  | Đầu phía Tây    |

## Giao thông
Tổng Công ty Giao thông Đường bộ Bang Jammu và Kashmir (JKSRTC) vận hành các chuyến xe buýt giữa Srinagar và Leh trên tuyến Quốc lộ này với điểm dừng qua đêm tại Kargil. Những chiếc taxi cũng được chạy trên tuyến này.

## Xem thêm

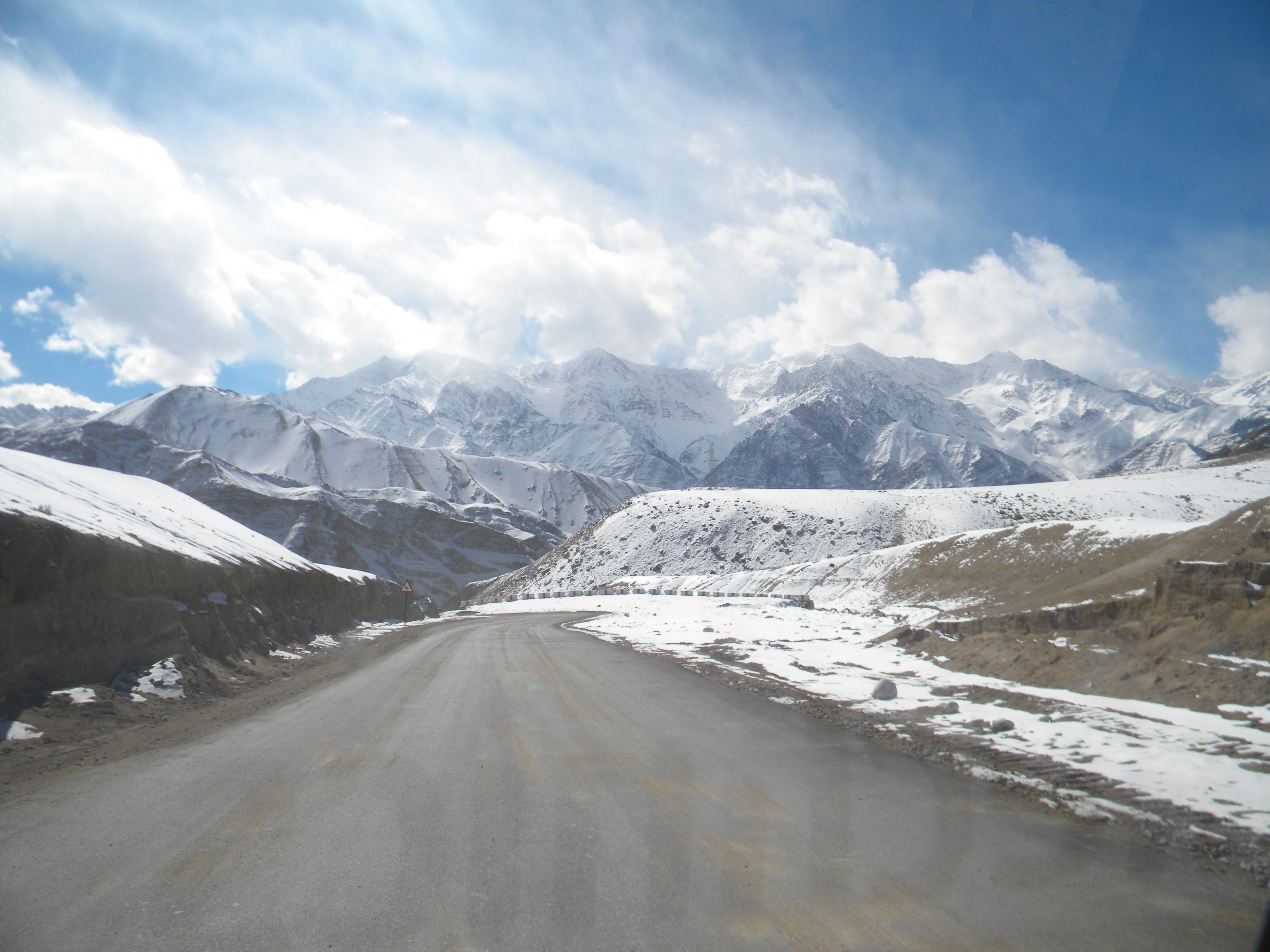
Quốc lộ 1 tại đoạn Quốc lộ 1D (cũ)